# Sweethearts on Parade
Sweethearts on Parade is een Amerikaanse dramafilm uit 1953 onder regie van Allan Dwan.

## Verhaal
Cam Ellerby en Bill Gamble hebben een zangnummer bij een troep rondtrekkende kwakzalvers. In een stadje in Indiana ontmoet Cam zijn ex-vrouw Sylvia Townsend en zijn volwassen dochter Kathleen. Tot ontzetting van haar moeder verklaart Kathleen dat ze een artiestencarrière wil. Bovendien heeft ze ook een verhouding met Bill.

## Rolverdeling
| Acteur             | Personage               |
| ------------------ | ----------------------- |
| Ray Middleton      | Cam Ellerby             |
| Lucille Norman     | Kathleen Townsend       |
| Eileen Christy     | Sylvia Townsend Ellerby |
| Bill Shirley       | Bill Gamble             |
| Estelita Rodriguez | Lolita Lamont           |
| Clinton Sundberg   | Dr. Harold Wayne        |
| Harry Carey jr.    | Jim Riley               |
| Irving Bacon       | Sheriff Doolittle       |
| Leon Tyler         | Tommy Wayne             |
| Marjorie Wood      | Garderobejuffrouw       |
| Mara Corday        | Belle                   |
| Ann McCrea         | Flo                     |
| Tex Terry          | Zebe                    |
| Emory Parnell      | Burgemeester            |
| George Bamby       | Muzikant                |